# Jama Ali Jama
Jama Ali Jama (somali: Jaamac Cali Jaamac) és un militar i polític somali, president de Puntland del 2001 al 2002. Pertany al subclan musa sultan (muuse suldaan), del clan cisman mahmud, del grup majeerteen de la confederació darod.
Era militar a l'exèrcit somali on va arribar a coronel. Vers 1976 fou promogut a cap ideològic del socialisme per l'Àfrica oriental. El 1978 fou acusat d'intentar un cop d'estat junt amb altres militars i va romandre empresonat onze anys.
Va organitzar el grup conegut com a G8 que després es va aliar a altres grups per formar vers el 2000 el Consell de Salvació Nacional, una aliança amb la qual va estar present a la Conferència de Pau i Reconciliació de Somàlia que es feia a Kenya formada per l'Aliança de la Vall del Juba, l'Exèrcit de Resistència Rahanweyn facció Habsade, el Moviment Patriòtic Somali-Aliança Nacional Somali (o facció Jess), Congrés de la Somàlia Unificada-Aliança Nacional Somali facció Atto, Congrés de la Somàlia Unificada-Aliança de Salvació de Somàlia facció Yalahow, Congrés de la Somàlia Unificada-Aliança de Salvació de Somàlia facció Mohamed Hussein Adow, Congrés de la Somàlia Unificada-Aliança de Salvació de Somàlia facció Farah Wehelie Adow ‘Sindaco’, Congrés de la Somàlia Unificada-Aliança de Salvació de Somàlia facció Ismail Moalim Mussa, Front Nacional Somali facció de Gedo o d'Abdirasak Isak Bihi, Congrés de la Somàlia Unificada-Treball i Pau (Mohamed Jama Mohamed ‘Furuh’), Congrés de la Somàlia Unificada-Moviment de Lluita (Mohamed Osman Jiley), Congrés de la Somàlia Unificada-Pau i Seguretat (Botan Issa Alin), Administració regional del Baix Shabele o Shabeellaha Hoose (xeic Yusuf Mohamed ‘Indha-Adeh’), i la societat civil (Professor Mohamed Farah Jimale). Aquest grup aliat a altres forces va constituir l'anomenat grup G13
El 27 de juny de 2001, tres dies abans d'acabar el seu mandat, el president de Puntland, Abdullahi Yusuf Ahmed es va fer investir per un segon mandat per la cambra de representants, on tenia majoria. Però Jama Ali Jama, que es manifestava contrari a l'autonomia i mantenia el seu pla a nivell estatal, el va acusar de cometre frau de llei. El Tribunal suprem li va donar raó i Yusuf fou destituït a l'acabar el mandat el 30 de juny i proclamat interinament president el jutge de la cort suprema Yusuf Haji Nur (1 de juliol del 2001) fins que fos elegit un nou president.
Yusuf es va retirar a Galkacyo i va acusar als seus enemics de cop d'estat. El 4 de juliol va jurar el seu càrrec (segon mandat) i va mobilitzar a la seva gent a Mudug, Sool i Sanaag (i part de Nugaal), que li donaven suport. Bari no li donava suport i es mantenia neutral. El 14 de novembre de 2001 Ali Jama fou elegit president per l'assemblea de notables amb un suport encobert de l'organització islàmica local Al-Itihaad al-Islamiya (Unitat Islàmica), sospitosa segons els Estats Units de ser un grup de partidaris d'Al-Qaeda i declarada organització terrorista. El nou president va estar en contacte amb el GNT de Mogadiscio.
Pocs dies després Yusuf va conquerir Garowe i Ali Jama es va establir a Bosaso que fou ocupada també per Yusuf el 8 de maig del 2002. El 12 de maig Yusuf va autoritzar la represa d'emissions de la Somali Broadcasting Corporation (SBC) que havia estat tancada acusada de donar suport a Jama. Aquest va romandre rebel fins al 17 de maig de 2003 quan es va acordar la pau i un repartiment de carteres entre ambdues forces. El 8 de gener de 2004 va visitar Mogadiscio per anunciar la dissolució del moviment per donar pas a un nou organisme, retornant després a Nairobi.
El 2004 fou elegit membre del Parlament Federal de Transició i allí encapçala l'oposició al president federal, el mateix Abdullahi Yusuf Ahmed.